# Le Dragon des mers : La Dernière Légende
Pour plus de détails, voir Fiche technique et Distribution.
Le Dragon des mers : La Dernière Légende (The Water Horse: Legend of the Deep) est un film fantastique américano-britannique-néo-zélandais réalisé par Jay Russell sorti en 2007.
Le scénario est adapté de la nouvelle pour enfants de Dick King-Smith, The Water Horse.

## Synopsis
De nos jours en Écosse, un couple de touristes américains s'arrête pour écouter le récit d'un vieil homme : celui-ci leur parle de Angus MacMorrow, un jeune garçon qui vivait dans le grand manoir de Lord Killin en 1942 au bord du Loch Ness. Son père est parti au front en pleine Seconde Guerre mondiale et il désespère de le voir revenir. Un jour, alors qu'il ramassait des coquillages au bord du Loch, il trouve un œuf étrange qu'il ramène au manoir, sans savoir de quelle espèce il provient. Plus tard, lorsque l'œuf éclot, Angus se retrouve face à une étrange créature marine inconnue pour laquelle il se prend d'affection et l'appelle Crusoé. Rejoint par sa sœur ainsi que Lewis Mowbray (l'homme à tout faire du manoir), ils doivent s'assurer de garder secret leur nouvel ami pour qu'il ne lui arrive rien, d'autant plus que ce dernier grandit à vue d'œil.

## Fiche technique
- Titre original : The Water Horse: Legend of the Deep
- Titre français : Le Dragon des mers : La Dernière Légende
- Réalisation : Jay Russell
- Scénario : Robert Nelson Jacobs d'après The Water Horse de Dick King-Smith
- Direction artistique : Dan Hennah (supervision)
- Costumes : John Bloomfield
- Photographie : Oliver Stapleton
- Montage : Mark Warner
- Musique : James Newton Howard
- Production : Robert Bernstein, Charlie Lyons, Barrie M. Osborne, Douglas Rae ; Charles Newirth, Jay Russell (exécutifs)
- Sociétés de production : Revolution Studios, Walden Media, Beacon Pictures, Ecosse Films
- Société de distribution : Columbia Pictures et Sony Pictures Releasing Canada
- Format : Couleurs (DeLuxe) - 35 mm - 2,35:1 - Son Dolby Digital EX / DTS-ES / SDDS
- Durée : 111 minutes
- Dates de sortie :
  -  Japon : 25 novembre 2007 (Tokyo International Cine City Festival)
  -  États-Unis /  Canada : 25 décembre 2007
  -  Belgique : 30 janvier 2008
  -  France : 13 février 2008
  -  Suisse : 20 février 2008

## Distribution
- Liam Neeson : Crusoe
- Alex Etel : Angus McMorrow
- Ben Chaplin (VF : Pierre Tessier) : Lewis Mowbray
- David Morrissey (VF : Guillaume Orsat) : le capitaine Hamilton
- Emily Watson (VF : Danièle Douet) : Anne McMorrow
- Priyanka Xi (VF : Camille Donda) : Kirstie McMorrow
- Erroll Shand (VF : Fabien Jacquelin) : le lieutenant Wormsley
- Brian Cox (VF : Jacques Frantz) Narrateur / Angus McMorrow âgé

Source et légende : Version française (VF) sur RS Doublage

## Box-office
Le film a rapporté 103 967 384 $ dans le monde au 10 février 2008.